# دژ سنگی

بازگویی روایت اساطیری بنیان کهندژ (قهندز) نیشابور نخستین در رویه‌ای از نسخه خطی کتاب تاریخ نیشابور الحاکم

دژ سنگی [Dež-e Sɑngi]، نام نیشابورِ نخستین و کهندژ (قهندز) باستانی این شهر در دوران اساطیری؛ که به عربی، قلعهٔ حجریه نامیده شده‌است.

## پیشینه
چنان‌که در تاریخ نیشابور حاکم آمده‌است کهندژِ نیشابورِ نخستینِ (بنیان نهاده شده بر روی سنگ بزرگ سفید مدوّر و املس، به دست انوش پور شیث پور آدم) را «دژ سنگی» (قلعه حجریه) می‌نامیدند. «املس» که به عنوان صفتی برای آن سنگ بزرگ آمده‌است در فرعنگ‌ها به معنی ناخشن و هموار و نرم می‌باشد و گمان می‌رود که این کهندژ، از سنگی بدان گونه ساخته شده بود که در زبان مردم به نام «دژ سنگی» نامور شده بود. این قلعه کهن یا کُهن‌دژ در دوران شخصیت‌های اساطیری دیگر همچون ذوالایکه، افراسیاب، ایرج پور فریدون و منوچهر، بازسازی گردید یا بر گسترده، استحکامات و امکانات آن افزوده شد. دژ کهن یا کهن‌دژ (که قُهَندِز معرب آن است)، هسته مرکزی شهرهای کهن را گویند. در دوران‌های بعد؛ شاپور ساسانی، شهر خود (یعنی «نیوشاپور» به معنی شاپور خوب) را در پیرامون همین کهندژ ساخت و دستور داد که شهر را به دژ، پیوند دهند. از این روی، شهر شاپوری (نیوشاپور) سامان یافت؛ این شهر شاپوری، چهار دروازه داشت که از بامدادان تا غروبگاهان، روشنایی خورشید، از یکی از آن دروازه‌ها در درون شهر، سطوع می‌کرد. باری، چنین بود که خندق شهر و خندق کهندژ، به یکدیگر متصل و یکی شدند و چنان‌که از ابوعبدالله حاکم بازگو نموده‌اند: در جریان کندن خندق، خبر از پیدا شدن گنجی به میزان هشتاد خروار زَر، را به شاپور دادند و شاپور، دستور به بخشایش آن به مردم شهر داد. به هر روی؛ پیدا شدن گنج (که خود، بازمانده تمدن و فرهنگ کهن‌تری است) نشان‌گر استقرار تمدن دیرینی در این ناحیه است.

## بنیانگذاران و ویژگی‌ها
شخصیت‌هایی که در بنیان، بازسازی و گسترش دژسنگی نیشابورِ نخستین، نقش داشته‌اند از این جمله‌اند.
| نام شخصیت | اقدام              | توصیفات و ویژگی‌ها                                                                               |
| --------- | ------------------ | ----------------------------------------------------------------------------------------------- |
| انوش      | بنیانگذار کهندژ    | ساخت دژ یا قلعه بر روی «سنگ بزرگ سفید مدوّر املس»                                                |
| ذوالایکه  | بازسازی کهندژ      | ویرانی کهندژ، پس از چندی؛ در پی توفان                                                           |
| افراسیاب  | بنیان دوباره کهندژ | قلعه اعلاء، استحکام دیوارها، مرتب نمودن اساس، مسکونی شدن بیشتر کهندژ                            |
| ایرج      | گسترش کهندژ        | عمارت بیشتر و تمام‌تر                                                                            |
| منوچهر    | گسترش کهندژ        | حفر خندق پیرامونی، ساکن شدن مردم در جوانب، ارتقاء عمارت، بلندمرتبگی دیوارها، بنیان آتشکده کهندژ |
همچنین؛ بر پایه برخی نوشته‌های باستانی، تهمورث دیوبند را نیز در شمار بنیانگذاران نیشابورِ نخستین بازشناخته شده و اوست که سومین فرمانروای پیشدادی است؛ و پس از هوشنگ، سی‌سال پادشاهی کرد؛ آهن، از سنگ برآورد؛ جشن سده را برپای ساخت؛ و سنگ بنای نیشابور را نهاد.